# Конструктор красного цвета
«Конструктор красного цвета» — российский псевдодокументальный фильм режиссёра Андрея И и художника-мультипликатора Армена Петросяна.
В основе сценария лежит роман Томаса Манна «Волшебная Гора» (1924 г.) вкупе с идеей о создании в СССР (в 1940—1950-х годах) искусственных людей. В фильме применена подлинная кинодокументация периода 1938—1980 годов, но ей дана крайне вольная трактовка.

## История создания
Как вспоминает режиссёр 
90-е, несмотря ни на что, для меня всё равно восторг. Было же безграничное поле возможностей. Мы делали что хотели. <...> На первый свой фильм деньги я нашёл удивительно просто. Пришёл в банк и на голубом глазу заявил: «Дайте деньги на кино». Видимо, банк уже загибался и им нужно было куда-то списать энное количество тугриков, поэтому мне дали буквально тут же и без всяких расписок! 
Идея фильма была бредовой. Но именно так и надо было поступать в те 90-е годы. И я своего добился: человека два-три на «Конструкторе красного цвета» реально стошнило. Эффект стоил того: я сразу стал известным, фильм показали на Московском фестивале наравне с фильмами мэтров мирового уровня.
Замысел картины в целом очень непрост. Во-первых, использована «Волшебная гора» Томаса Манна, но не сам текст романа, а дописанное мною его продолжение. Плюс к этому мой собственный перевод Евангелия. Плюс тема опытов по созданию биоробота… И все пласты между собой очень основательно увязаны.

## Содержание
Фильм разделён на три главы и имеет две сюжетные линии, одна из которых художественная, а другая — документальная.
В художественной линии визуальный ряд состоит в основном из однотипных кадров галлюцинаторного содержания: красная комната, девушка в красном шёлке, находящаяся в раме картины, калейдоскопические образы. Женский голос за кадром читает отрывок из «Волшебной горы», в котором звучат мысли умершего солдата (его сознание всё ещё пребывает в мёртвом теле). Звучит размышление о Христе и Апостолах и трактовке слова «ближний/близнец», которое встречается в одном из библейских эпизодов. Затем тело солдата становится жертвой детей-некрофилов.
Документальная часть фильма составлена из натуральных съёмок операций по пересадке пальцев ног на кисть руки человека; коротких моментов из жизни сросшихся близнецов; вырезок, возможно, агитационного фильма для врачей по использованию фибринолизированной крови в практической медицине и прочее.
По словам режиссёра, «уникальная кинохроника выкуплена из спецхрана за несколько миллионов рублей», но на самом деле взята в Отделе научной и экспериментальной медицинской Кинематографии АМН СССР, где Хорошев работал в 1980-е.

## Критика
Премьера фильма состоялась на фестивале «Кинофорум», проходившем в Ялте с 20 по 28 января 1994 года под девизом «Кино: XXI век».
Кинокритик Валерий Туровский отмечал:
Черты уродства плотной чередой выстроились в фильме «Конструктор красного цвета». Если это кино XXI века, то я бы предпочел остаться в нынешнем столетии. Очень крепкие нервы надо иметь, чтобы выдержать эту «расчлененку», разъятую плоть, отъятые конечности. Ни в одном научно-популярном фильме ничего подобного никогда видеть не приходилось. А тут режиссер Андрей И предпринимает попытку синтезировать игровое, документальное, научно-популярное кино, и в результате получается абсолютное некино, к кинематографу имеющее лишь то отношение, что зафиксировано на пленке.
Кинокритик Валентина Иванова делилась впечатлениями после просмотра:
Лично меня доконал длинный эпизод операционного расчленения сиамских близнецов. До этого долго показывается их совместное существование, рост, еда, хождение на костылях, ползание по шведской стенке, но когда дошло до расчленения, я не выдержала — вообще, надо сказать, это было почти со всеми фильмами, выдержать их было нелегко и больше пятерки (по десятибалльной системе) поставить тоже трудно. И все-таки...
Каково же было мое собственное изумление, когда при выборе одного, лучшего фильма, я написала... «Конструктор красного цвета». Прямо как у Пушкина — ай, да Татьяна, взяла да замуж вышла...
Александр Шпагин отмечал пустоту фильма:
В «Конструкторе красного цвета», первом фильме И,  речь шла о странном эксперименте КГБ, в результате которого должна быть выведена порода идеальных людей-мутантов. Что ж, задумка господина И была неплоха: тотальная эстетическая провокация. Строгий дикторский голос, документальные кадры обычных операций на сердце - и инфернально-жуткий текст за кадром, претендующий на предельную достоверность.
Ход, идею, тему И нашел, молодец. Но что дальше делать с этим добром, он решительно не знал. Ну был эксперимент КГБ, дальше что? А ничего. И тогда автор решил: а не пойти ли просто по пути скандала? И ввел в конструкцию своего воистину удачно задуманного фильма сцены с какой-то девушкой, которая поедает раков, а потом их выплевывает.
Некоторым критикам стало противно. Они выбежали из зала. Скандал состоялся!
А искусство... Бог с ним. До него ли, когда все так хорошо пошло?
Фильм хвалил Дмитрий Быков:
«Конструктор красного цвета» – это такая блестящая идея и так последовательно реализованная! <...> Там в основе сюжета, в основе толчка сюжетного мысль о том, что переливание мертвой крови, условно – крови мертвых доноров, приводит к тому, что в теле человека поселяется определенный вирус смерти, губительный. И все для него меняется, получаются такие живые трупы. Это фильм, почти целиком смонтированный из учебных медицинских картин. Он создает совершенно особую эстетику. Андрей И так умеет имитировать этот научно-популярный дискурс, что не оторвешься.
Сергей Добротворский:
Появившийся в 1993 году «Конструктор красного цвета» был не больше не меньше экранизацией ненаписанного фрагмента «Волшебной горы» Томаса Манна, сращенной с модной темой секретного социального гомункулуса. Любопытно, что никто из видевших фильм ни словом не обмолвился о его содержании, недостатках или достоинствах. Зато все, в том числе фильма не видевшие, наперебой судачили о том, как зрители премьеры падали в обморок или блевали, когда на экране шли документальные кадры операции по разделению сиамских близнецов.

## В ролях
- Анна Семкина
- Даша Кривошляпова
- Маша Кривошляпова

## Фестивали и премии
- МКФ молодого кино «Кинофорум»
  - Приз издательства «Вагриус» за сценарную работу (Андрей И)